# Patrycja Volny
Pour les articles homonymes, voir Volny.
Patrycja Volny, également connue sous le nom de Patrycja Kaczmarska, née le 5 février 1988 à Munich (Allemagne), est une actrice et chanteuse polonaise. 

## Biographie

### Jeunesse
Patrycja Volny est la fille du chanteur contestataire Jacek Kaczmarski, surnommé le barde de Solidarność. Elle est née le 5 février 1988 à Munich, où son père travaillait pour Radio Europe Libre après avoir quitté la Pologne de l'état de guerre et a grandi ensuite à Perth, en Australie occidentale où ses parents s'étaient établis.

### Études
Elle est diplômée en 2013 de l'École nationale du film, de la télévision et du théâtre de Łódź. Elle avait suivi également des cours  à la Western Australian Academy of Performing Arts (en) (études achevées en 2005) et à l'Institut national des arts dramatiques de Sydney.

### Vie privée
Mariée en 2013 à un Français, Antoine Feuermann, et devenue maman, elle vit ensuite souvent en France.

### Carrière
Elle fait ses débuts dans le métier d'acteur à l'âge de huit ans, jouant dans des pièces de théâtre et des films australiens. Parallèlement à ses études en Pologne, elle apparaît dans les productions d'artistes novices et invitée dans des séries polonaises. Son premier rôle important a été le personnage de Dobra Nowina dans Pokot (2017), réalisé par Agnieszka Holland . 
Elle anime dans l'Est de la France où elle réside un groupe de théâtre bilingue (français-anglais).

## Filmographie
- 2006 : Umrali ze Spoon River dans le rôle de Lidia Humphrey
- 2007 : Pseudonim Anoda (pl) dans le rôle de gość Heńka
- 2010 : Pożegnanie (tv)
- 2010 : Szczur de Jan Łomnicki
- 2010 : Śmierć czeskiego psa
- 2011 : I żyli długo i szczęśliwie (dans le cadre de ses études)
- 2011 : Krzycz, jeśli chcesz dans le rôle de Aneta
- 2011 : To co posiadasz dans le rôle de la caissière de la banque
- 2012 : Prawo Agaty (pl) dans le rôle de la stagiaire
- 2012 : Überraschung (court métrage de Jagoda Szelc (de)) dans le rôle de Inge
- 2017 : Spoor (Pokot) dans le rôle de Dobra Nowina (d'après le roman Sur les ossements des morts d'Olga Tokarczuk)
- 2018 : Zlatý podraz (en) film tchéco-américain de Radim Špaček (cs) dans le rôle de la Franco-Polonaise Michelle
- 2018 : 1983 (série polonaise produite par Netflix) dans le rôle de Dana Rolbiecki
- 2019 : Kurier (pl) dans le rôle de Marysia
- 2019 : L'Ombre de Staline (Mr. Jones) d'Agnieszka Holland  dans le rôle de Bonnie[4]